# Ronjenje
Ronjenje je danas jedan od sportova koji se najbrže širi svijetom, a oduvijek je postojala čovjekova želja da se spusti ispod površine mora, jezera, bilo u svrhu spašavanja, lova, rekreacije ili vojne svrhe.
Ronjenje je određeno kao ljudska aktivnost ispod vodene površine uz zadržavanje daha pri uronu ili uz uporabu autonomnog ronilačkog aparata (ARA).

## Povijest ronjenja
Danas se ne može sa sigurnošću utvrditi kada se ronjenje prvi puta pojavilo, ali postoje neki dokazi da je to bilo 5000 godina prije Krista. Prvi materijalni trag postoji na asirskom reljefu i iz godine 885. pr. Kr., a rani i autentičan zapis u rukopisima grčkog povjesničara Herodota.
Ronjenje je također bilo motivirano vojnim razlozima, te su tako ronioci Aleksandra Velikog u luci Tir nakon opsade 332. pr. Kr. uklanjali prepreke.
Najvažniji posao ronilaca u prošlosti bio je spašavanje tereta s potonulih brodova i o tome postoje pisani podatci. Već tijekom prvog stoljeća prije Krista, posao je bio tako dobro organiziran i ronioci su bili svrstani u platne razrede po kojima su razlike u naknadama ovisile o dubini ronjenja.
Ronilo se isključivo na dah, a obuka je započinjala još u djetinjstvu. Kamenje se upotrebljavalo umjesto utega, ronilac bi bio vezan konopcima, a uranjao bi do 31 metar ispod površine.
S vremenom su ljudi tražili na koji bi način mogli ostati što duže ispod površine, pa se u početku počelo služiti trstikom, a krajem 16. stoljeća napravljen je prvi veliki korak i izumljeno je ronilačko zvono s otvorenim dnom, koje se spuštalo utezima okomito u vodu, omogućivši da zrak ostane zarobljen unutar stijenki zvona. Prvi podatci o takvom zvonu datiraju iz 1531. godine.
Osamdesetih godina 17. stoljeća Amerikanac William Phipps upotrebljavao je sustav "majka i kći" zvona, koja su roniocima omogućavala pristup prema nekoliko izvora zraka, a godine 1690. engleski je astronom Edmond Halley dizajnirao zamršeni sustav po kojemu se količina zraka u zvonu nadopunjavala tako što je dovod zraka bio povezan manjim zvonima, koje su bile smještene niže od njega. Kada je sustav bio namješten, otvarao bi se venitl na posudi i viši je tlak koji je djelovao na posudu (zbog veće dubine) tjerao svježi zrak prema ronilačkom zvonu. Halley je, zajedno s još četvoricom, proveo sat i pol na dubini od 18 metara u rijeci Temzi, prikazujući djelotvornost svog izuma.
Englez John Lethbridge je 1715. godine razvio "ronilačku omotnicu" u kojoj je ronilac boravio unutar "bačve zraka", omotane kožom, sa staklenim otvorom za gledanje i dvama otvorima za ruke s vodootpornim rukavima. Lethbridge je pisao da je s njegovom opremom bilo moguće raditi na dubini od 18 metara i u trajanju od 34 minute. Ipak i ta je ronilačka oprema imala ista ograničenja kao i ronilačko zvono, nije bilo moguće manevriranje i nedostajala je mogućnost kontinuirane opskrbe svježim zrakom.
Augustus Siebe je zabilježen kao izumitelj prve praktične odjeće za ronjenje, iako je u to vrijeme nekoliko izumitelja eksperimentiralo sa sličnim ronilačkim inovacijama, s obzirom na to da je vađenje predmeta s potonulih brodova bilo unosan posao i omogućavalo je kontinuirani rad na novim izumima.
Do 1840. godine Siebe je razvio i djelotvoran ventil za disanje koji mu je omogućio uporabu vodootpornog odijela za cijelu dužinu tijela, poznato kao Siebeovo usavršeno ronilačko odijelo (Siebe's Improved Diving Dress). Ono je izravni prethodnik današnjeg standardnog odijela za duboke vode s površinskom opskrbom zraka. S obzirom na to da su ronioci počeli sve više vremena provoditi u dubinama pojavila se i nova bolest.

#### U Hrvatskoj
Sportski ribič iz Splita Krešimir Mateljan izradio je 1916. prvu masku za ronjenje. Prvi ronilački aparat zatvorenoga kruga izradio je 1950. istaknuti hrvatski ronilac Josip Medur.

### Otkrivanje dekompresijske bolesti
U početku se dekompresijska bolest nazivala cassions disease, jer je njezino pojavljivanje bilo vrlo učestalo među kesonskim radnicima, koji su radili na projektima iskopavanja temelja za most ili konstrukcija dionica tunela. Kesoni (francuska riječ za sanduk) su konstantno ispunjavani komprimiranim zrakom, a omogućili su radnicima u osmosatnim ili dužim smjenama suhe uvjete za rad pod vodom.  Što je bilo više projekata za rad pod vodom, to je bolest poprimala šire razmjere.
Francuski je fiziolog Paul Bert proveo opsežno istraživanje dekompresijske bolesti i 1878. godine ustanovio da udisanje zraka pod tlakom oslobađa dušik koji se širi po krvi i tjelesnom tkivu. Ako se tlak naglo oslobodi, dušik se vraća u plinovito stanje brzinom koja je prevelika da bi izašao iz tijela na normalan način. Kao posljedica toga se po cijelom tijelu formiraju mjehurići dušika, koji uzrokuju bolest koju su ronioci do tada povezivali s kostoboljom.
Bert je preporučio radnicima i roniocima da se sporo dižu prema površini i nakon toga je došlo do bitnog poboljšanja zdravlja i smanjenja broja nesreća.
Paul Bert je također otkrio i da se utjecaj dekompresijske bolesti može otkloniti povećanim tlakom i to je otkriće 1983. godine uvjetovalo konstrukciju prve dekompresijske komore u Americi, koja je bila upotrebljavana pri konstrukciji tunela ispod rijeke Hudson između New Yorka i New Jerseya.

### Ronilačke tablice
Dekompresijska bolest je i dalje mučila ronioce koji su pokušali raditi na dubinama ispod 40 metara bez obzira na dužinu provedenu pod vodom, djelotvornost im je opadala, a neki su gubili svijest. Engleski fiziolog J.S. Haldane je između 1905. i 1907. godine proveo niz eksperimenata s roniocima Kraljevske mornarice i ustanovio da je uzrok problema bila neprilagođena ventilacija ronilačkih kaciga zbog čega je rasla količina ugljičnog dioksida, koji je postupno trovao ronioca. Zato je preporučio povećani i ujednačeni dotok svježeg zraka u kacigu ronioca ovisno o tlaku, a sastavio je i skup tablica koje su pokazivale maksimalno vrijeme koje ronilac smije provesti na različitim dubinama, te metodu dekompresije kada se ronilac dizao.
Zahvaljujući Haldanovom otkriću povećala se dubina ronjenja do nešto iznad 65 m, maksimalne dubine do koje su ručne crpke mogle crpsti zrak.
Međutim na dubinama od oko 30 metara ili većim kod ronioca se počelo manifestirati stanje u obliku euforije, taj sindrom poznat je i kao pijanstvo velikih dubina, a danas se naziva i narkoza (opijenost) dušikom. Dvadesetih godina prošlog stoljeća, utvrđeno je da zbog udisanja pod tlakom dušik izaziva anestetski učinak.

### SCUBA/ARA ronjenje
Tek šezdesetih godina tehnologija se razvila i omogućila nastanak ronilačkog odijela koje je moglo izdržati utjecaj tlaka, a ipak toliko fleksibilno za uporabu. Prva takva odijela poznata su pod nazivima Jim Suit i Newt Suit. S proizvodnjom autonomnog ronilačkog aparata (ARA; engl. self-containted underwater breathing apparatus, skraćeno Scuba) dobila se kompletna oprema i ronjenje je napokon postalo neovisno kretanje pod vodom.
H.A. Fleuss je godine 1878. razvio prvi ekonomski isplativ autonomni ronilački aparat, Scuba zatvorenog kruga. Upotrebljavao je 100%-tni kisik, a tada se još nije znalo da 100%-tni kisik postaje otrovan kada se udiše pod tlakom. Prije početka Prvog svjetskog rata dodan je modificirani regulator, a razvili su se ronilački spremnici s kapacitetima držanja kisika na više od 200 bara. Uz takve je izmjene Fleussov autonomni ronilački sustav zatvorenog kruga postao standardna oprema za ronioce Kraljevske mornarice.
Za vrijeme Drugog svjetskog rata rabio se sustav zatvorenog kruga, ali su dva Francuza kapetan Jacques-Yves Cousteau i inženjer Emile Gagnan radili na razvoju Scuba sustava otvorenog kruga, pridonijevši razvoju prvoga sigurnog i u potpunosti djelotvornog autonomnog ronilačkog aparata otvorenog kruga. Upravo su oni razvili prvi aqualung koji je Cousteau uspješno upotrebljavao za spuštanje do 60 metara dubine bez ikakvih posljedica.